# Parafia św. Jerzego w Giejsiszkach
Parafia św. Jerzego – parafia prawosławna w Giejsiszkach. Należy do dekanatu wileńskiego okręgowego eparchii wileńskiej i litewskiej Rosyjskiego Kościoła Prawosławnego.
Erygowana w 1865 na potrzeby ok. 30 rodzin pochodzenia białoruskiego, które przeszły po 1839 na prawosławie, w czasie likwidacji unii brzeskiej w Imperium Rosyjskim (synod połocki). Początkowo osoby te miały uczęszczać na nabożeństwa do cerkwi wileńskich, jednak po stłumieniu powstania styczniowego, w obawie przed asymilacją prawosławnych z otaczającą ich ludnością narodowości polskiej i wyznającej religię katolicką, władze gubernialne podjęły decyzję o wzniesieniu w Giejsiszkach cerkwi filialnej wobec parafii przy soborze św. Mikołaja w Wilnie. Kamień węgielny pod budynek został położony 9 maja 1865, zaś prace budowlane trwały pięć miesięcy. 31 października 1866 cerkiew poświęcił biskup kowieński Aleksander. Wobec większej niż spodziewana liczby wiernych, gotową świątynię uczyniono siedzibą samodzielnej parafii.
Po 1903 i przybyciu z Wołynia kolejnej grupy przesiedleńców (ich ziemię państwo zamieniło w teren wojskowy) liczba prawosławnych w Giejsiszkach jeszcze wzrosła. W momencie rejestracji parafii w 1946 liczyła ona 642 osoby.